# اچ‌ام‌تی سوتلند
اچ‌ام‌تی سوتلند (به انگلیسی: HMT Southland) یک زیردریایی بود که طول آن ۵۶۰ فوت ۱۰ اینچ (۱۷۰٫۹۴ متر) بود. این زیردریایی در سال ۱۹۰۰ ساخته شد.